# Enlèvements d'Iguala
 (septembre 2023).
Les enlèvements d'Iguala se traduisent par la disparition et la mort probable de 43 étudiants issus de l'école normale rurale de Ayotzinapa (es), le 26 septembre 2014, dans la ville d'Iguala, dans l'État de Guerrero, au Mexique. Selon les rapports officiels, ils voyageaient à Iguala pour récupérer deux autres autocars, leur but étant de les utiliser pour aller à México le 2 octobre pour une manifestation en commémoration du massacre de Tlatelolco.
Selon la version officielle, baptisée « vérité historique », les étudiants ont été interceptés pendant le voyage par la police locale, puis remis aux Guerreros Unidos, un cartel local, et tués. Le bilan officiel est de 27 blessés, 6 morts et 43 disparus. Les autorités mexicaines pensent que le maire d'Iguala et son épouse sont les commanditaires probables de l'enlèvement. Avec le chef de la police de la ville, ils ont fui et le couple est finalement arrêté un mois plus tard à Mexico. Ces événements ont engendré des manifestations visant l'État et l'administration mexicaine ainsi que la démission du gouverneur de Guerrero, Ángel Heladio Aguirre Rivero.
La version officielle présentée par le procureur général, qui a été rejetée par les familles des victimes et par des experts indépendants, n’attribue aucune responsabilité aux militaires et soutient que les étudiants ont été assassinés par le cartel des Guerreros Unidos qui les prenait pour des narcotrafiquants rivaux.
L'Organisation des Nations unies a jugé cette version « intenable » et démontre que les témoignages sur lesquels s'appuie la police ont été obtenus sous la torture. Des enquêteurs internationaux ont suggéré que des membres haut placés de l'administration du président Enrique Peña Nieto (2012-2018) étaient impliqués. Pour beaucoup de Mexicains, cette affaire est devenue le symbole de l’impunité et des dysfonctionnements de la justice de leur pays.
L’ex-procureur général Jesus Murillo Karam et 64 policiers et militaires sont arrêtés ou recherchés à partir du 19 août 2022 pour « disparition forcée, torture et délits contre l’administration de la justice » à la suite de la publication d’un rapport d’une commission officielle qui a qualifié cette affaire de « crime d’État », des preuves ayant été falsifiées.

## Enlèvements

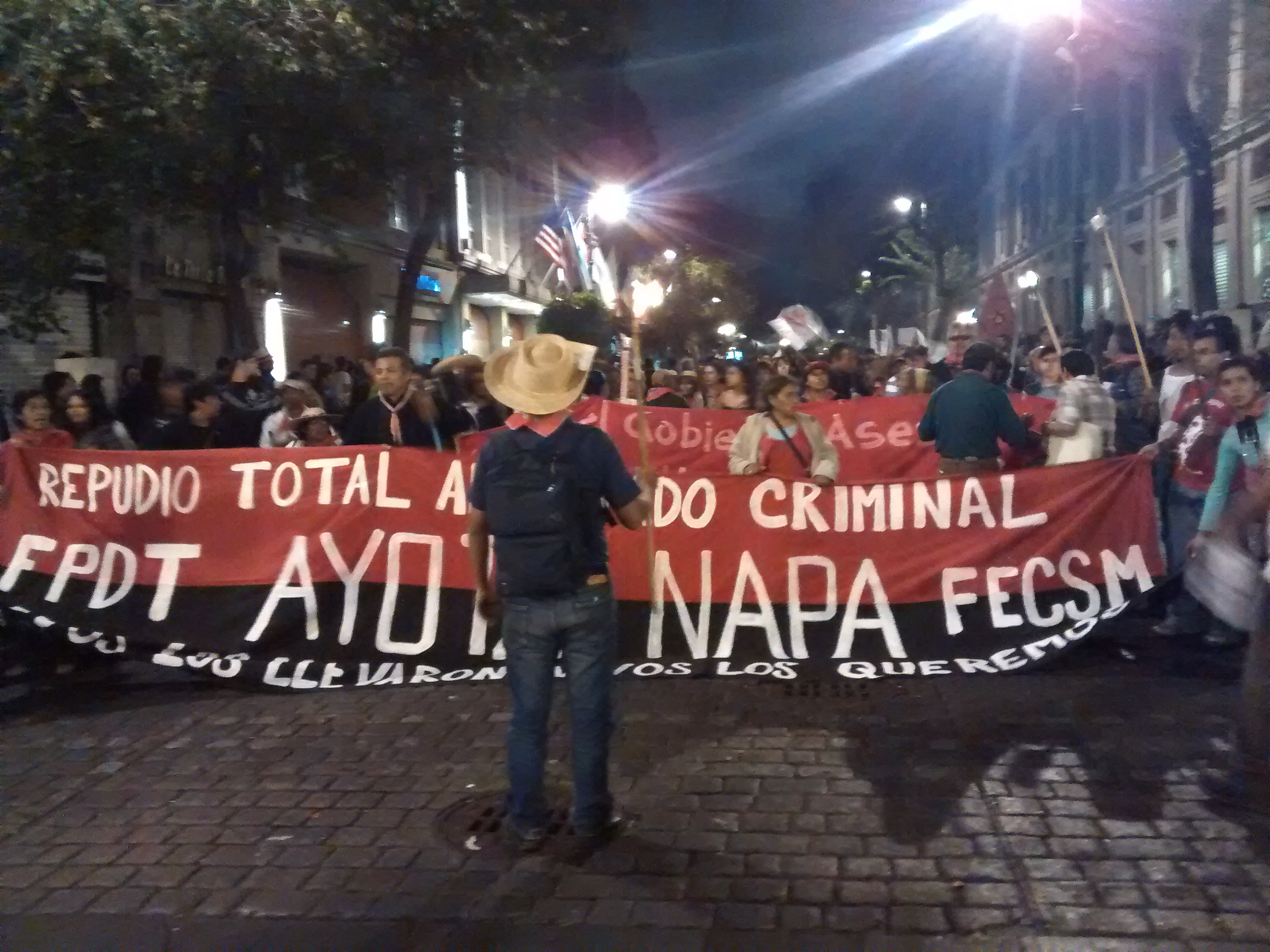
Manifestation en lien avec les enlèvements d'Iguala.

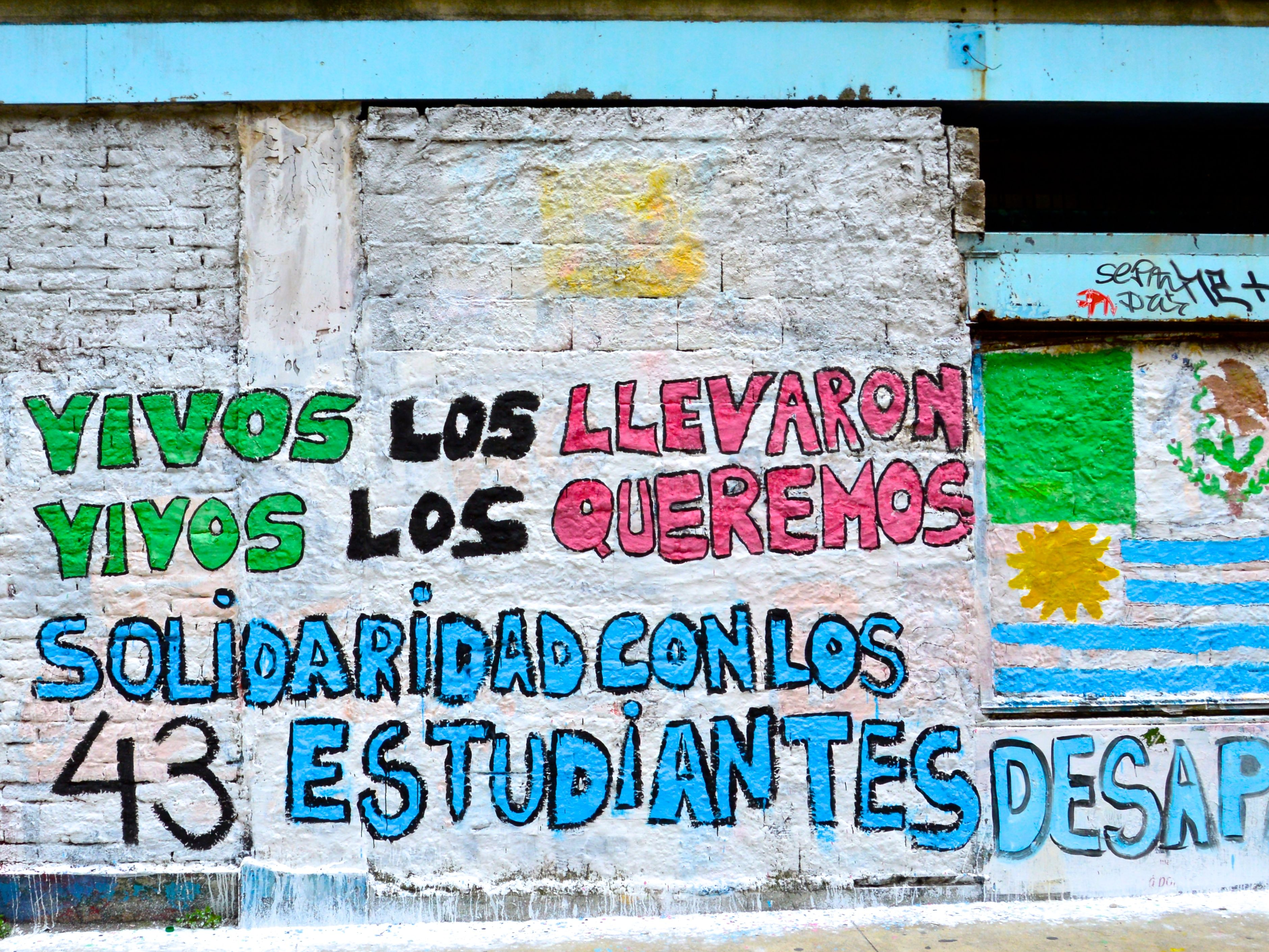
Ils les ont emmenés en vie. Nous les voulons vivants. Solidarité avec les 43 étudiants disparus, indique le graffiti.

Après les faits, des témoins oculaires affirment que des étudiants ont été embarqués de force dans des véhicules de police. Une fois en garde à vue, les étudiants devaient être transférés du commissariat d'Iguala à celui de Cocula. Le chef de la police de Cocula, César Nava González, ordonne à ses subordonnés le transport des étudiants dans une communauté rurale du nom de Pueblo Viejo. À un certain moment, les étudiants toujours en vie auraient été livrés aux Guerreros Unidos (« Guerriers unis »), une organisation de malfaiteurs opérant dans l'État de Guerrero. L'un des camions chargés du transport des étudiants appartient à Gildardo López Astudillo (alias El Gil et/ou El Cabo Gil), l'un des meneurs,. El Gil passe un appel à Sidronio Casarrubias Salgado, le chef des Guerreros Unidos ; celui-ci lui explique que les étudiants mis en garde à vue sont une menace pour leur contrôle du territoire. Apparemment, les Guerreros Unidos pensaient que ce groupe d'étudiants étaient des membres infiltrés d'un gang rival connu sous le nom de Los Rojos,. Avec cette information, Casarrubias ordonne à ses subordonnés de tuer les étudiants. Les enquêteurs pensent qu'un membre du nom d'El Chucky et /ou El Choky aurait participé au massacre. Il est suspecté d'avoir fait participé à l'enlèvement avec Francisco Salgado Valladares, l'un des chefs de la sécurité d'Iguala
Selon les enquêteurs, les étudiants auraient été emmenés dans une décharge près de Cocula. Une quinzaine d'étudiants sont morts asphyxiés pendant le transport. Les autres sont tués par Patricio Reyes Landa, Jonathan Osorio Gómez, et Agustín García Reyes. Ces trois suspects auraient jeté les corps dans une fosse et d'autres suspects seulement connus par leurs surnoms les auraient brûlés à l'aide d'essence, de pneus, de branches et de plastique. Ils tentent de détruire également toute autre preuve. Le feu dure entre 14 h et 15 h. Le feu éteint, les suspects comblent la fosse. Ils placent les restes dans huit sacs plastiques pour les jeter dans la rivière de San Juan à Cocula, sous les ordres d'un dénommé El Terco,. El Gil envoie un texto à Casarrubias Salgado confirmant la tâche effectuée : « On les a réduit en cendres et jeté les restes dans la rivière. Elles [les autorités] ne les trouveront jamais. » Initialement, 57 étudiants sont rapportés disparus ; quatorze d'entre eux, cependant, sont relocalisés après qu'ils sont retournés auprès de leur famille, ou sains et saufs dans leur école. Les 43 autres sont toujours recherchés. Des activistes étudiants accusent les autorités de les détenir contre leur gré, mais les autorités de Guerrero affirment n'avoir mis aucun d'entre eux en garde à vue.
La disparition des 43 étudiants renforce  évidemment la crise politique et le sentiment d'insécurité auxquels doivent faire face le président mexicain Enrique Peña Nieto et son gouvernement,. L'incident attire l'attention médiatique mondiale et mène à des manifestations dans tout le Mexique et à des réactions internationales,. L'indignation générale engendre des manifestations quasi-quotidiennes, en particulier au Guerrero et Mexico. La plupart d'entre elles sont des marches pacifistes, menées par des familles issues des zones rurales. Les autres sont des manifestations violentes, durant lesquelles des bâtiments gouvernementaux ont été visés.

## Arrestations et enquêtes
Le 28 septembre 2014, 22 policiers municipaux de Guerrero sont arrêtés pour leur implication dans l'enlèvement et la disparition des étudiants,.
L'un des bus dans lesquels voyageaient les étudiants pourrait avoir été utilisé par l'organisation mafieuse des Guerreros Unidos pour le transport d'une cargaison de drogue,. Mais leur exécution pourrait aussi avoir des motifs idéologiques.
Le 6 septembre 2015, le « Rapport d'investigation Ayotzinapa, Enquête et premières conclusions des disparitions et homicides des étudiants d'Ayotzinapa » est publié. Dans cette enquête, menée par le Groupe interdisciplinaire d'experts indépendants, sont présentées des preuves scientifiques qui contredisent la version officielle présentée par le PGR.
L’Équipe argentine d'anthropologie médico-légale (EAAF) a démontré la présence sur les lieux de cinq patrouilles de la police fédérale et de deux patrouilles militaires.
Une enquête dirigée par le Groupe interdisciplinaire d'experts indépendants (GIEI) a révélé l'existence à Iguala d'un centre d'opérations stratégiques à travers lequel la police, l'armée et le ministère public général surveillaient les étudiants d'Ayotzinapa bien avant les meurtres. L'école figurait sur une liste confidentielle des organisations constituant une « menace pour la sécurité nationale » remise au chef de l’État par ses conseillers.
La Commission interaméricaine des droits de l'homme (CIDH) a identifié dix-sept pistes ignorées par l’enquête officielle. Elle relève notamment qu'en 2016, deux ans après l'affaire, l'armée a détruit des armes qui avaient été utilisées pour ces meurtres. En outre, les enquêteurs du gouvernement mexicain n'ont cherché à récupérer les fichiers originaux de la vidéosurveillance pour la nuit des évènements qu'en 2017, avant d'annoncer qu'ils avaient été remplacés, et n'ont demandé à la police municipale de lui transmettre ses registres qu'en 2018. Surtout, des membres de l'administration du président Peña Nieto auraient organisé « la dissimulation, la destruction ou la modification de preuves fondamentales dans l’enquête ». Pour la CIDH : « Il est essentiel de savoir qui ils protégeait et pourquoi ».  
La presse révèle en 2018 que les enquêteurs internationaux ont été placés sous surveillance par le gouvernement de Peña Nieto au moyen du logiciel espion Pegasus. Il s'avère par la suite que tous ceux s'étant interrogés sur la version officielle, qu’il s’agisse de proches des victimes, de journalistes d’investigation ou de militants associatifs, ont été espionnés, Peña Nieto insinuant même que les familles des victimes étaient manipulées par des forces extérieures pour déstabiliser le pays.
Le président Andrés Manuel López Obrador, intronisé en janvier 2019, décide de constituer une « commission pour la vérité et la justice ».
En novembre 2019, six morceaux d'os sont découverts dans un ravin de Cocula, au Jalisco. Une analyse ADN menée par une équipe de l'université d'Innsbruck, en Autriche, révèle que l'un d'entre eux appartient à l'un des disparus : Christian Alfonso Rodriguez, 19 ans. Cette découverte, annoncée à la presse le 7 juillet 2020, met à mal la thèse selon laquelle tous les corps avaient été brûlés dans la déchèterie de la ville puis leurs restes jetés dans la rivière San Juan.
Des mandats d’arrêt sont émis contre des militaires du 27e bataillon d’infanterie, situé à Iguala, en septembre 2020. Deux ans auparavant, la Commission mexicaine des droits de l’homme avait identifié 24 militaires qui avaient suivi sans intervenir les différentes attaques menées par des policiers liés au crime organisé contre les bus des étudiants. Des soldats ont également empêché des rescapés d’accéder à un hôpital. En outre, selon plusieurs sources, des militaires ont activement pris part à l’enlèvement des étudiants.
En décembre 2020, un juge fédéral émet un arrêté de détention provisoire à l'encontre de José Ángel « El Mochomo » Casarrubias Salgado, l'un des dirigeants du groupe criminel Guerreros Unidos.
L’ex-procureur général Jesus Murillo Karam et 64 policiers et militaires sont arrêtés ou recherchés à partir du 19 août 2022 pour « disparition forcée, torture et délits contre l’administration de la justice » à la suite de la publication d’un rapport d’une commission officielle qui a qualifié cette affaire de « crime d’État », des preuves ayant été falsifiées.
Le juge Tomas Zeron, accusé d'avoir saboté et fait espionner les familles et les défenseurs des victimes, trouve refuge en Israël pour échapper à son arrestation. En dépit d'un mandat d’arrêt international, les autorités israéliennes refusent de l’arrêter. Selon le New York Times, il s'agit pour Israël de sanctionner le soutien de Mexico à une commission d’enquête de l’ONU sur les violences dans les territoires palestiniens occupés.

## Réactions nationales et internationales
Ces événements ont engendré une grande vague d'indignation autant au niveau national qu'international. Divers collectifs, ONG mandataires de différents pays, la CIDH et les habitants de diverses nationalités se sont exprimés pour l’éclaircissement des faits et l'arrestation des coupables.
Un livre cartonero, sous forme de recueil de témoignages, a été publié au Mexique par Pensaré Cartoneras. Il a été traduit aux États-Unis par la bibliothèque universitaire de Madison, dans le Wisconsin, et en France par Kartocéros Editions, et Atelier La Marge.
Le Haut-Commissariat des Nations unies aux droits de l'homme alerte, en 2018, sur le sort des 120 personnes arrêtées dans le cadre de l’enquête depuis 2014, « détenues arbitrairement et torturées pour leur extorquer des informations ou des confessions » en vue d’accréditer la version officielle.
Le président mexicain Andrés Manuel López Obrador reconnait la responsabilité de l’État dans ces meurtres et présente ses excuses aux familles des victimes en septembre 2020.

## Représentations dans la fiction
Dans le roman La frontière de l'Américain Don Winslow, sur le narcotrafic entre le Mexique et les États-Unis, un élément de l'intrigue s'inspire des enlèvements d'Iguala.
Le roman L'Invention des corps du français Pierre Ducrozet, récompensé du prix de Flore, s'appuie sur les enlèvements d'Iguala dans le premier chapitre.